# 德曼達山脈

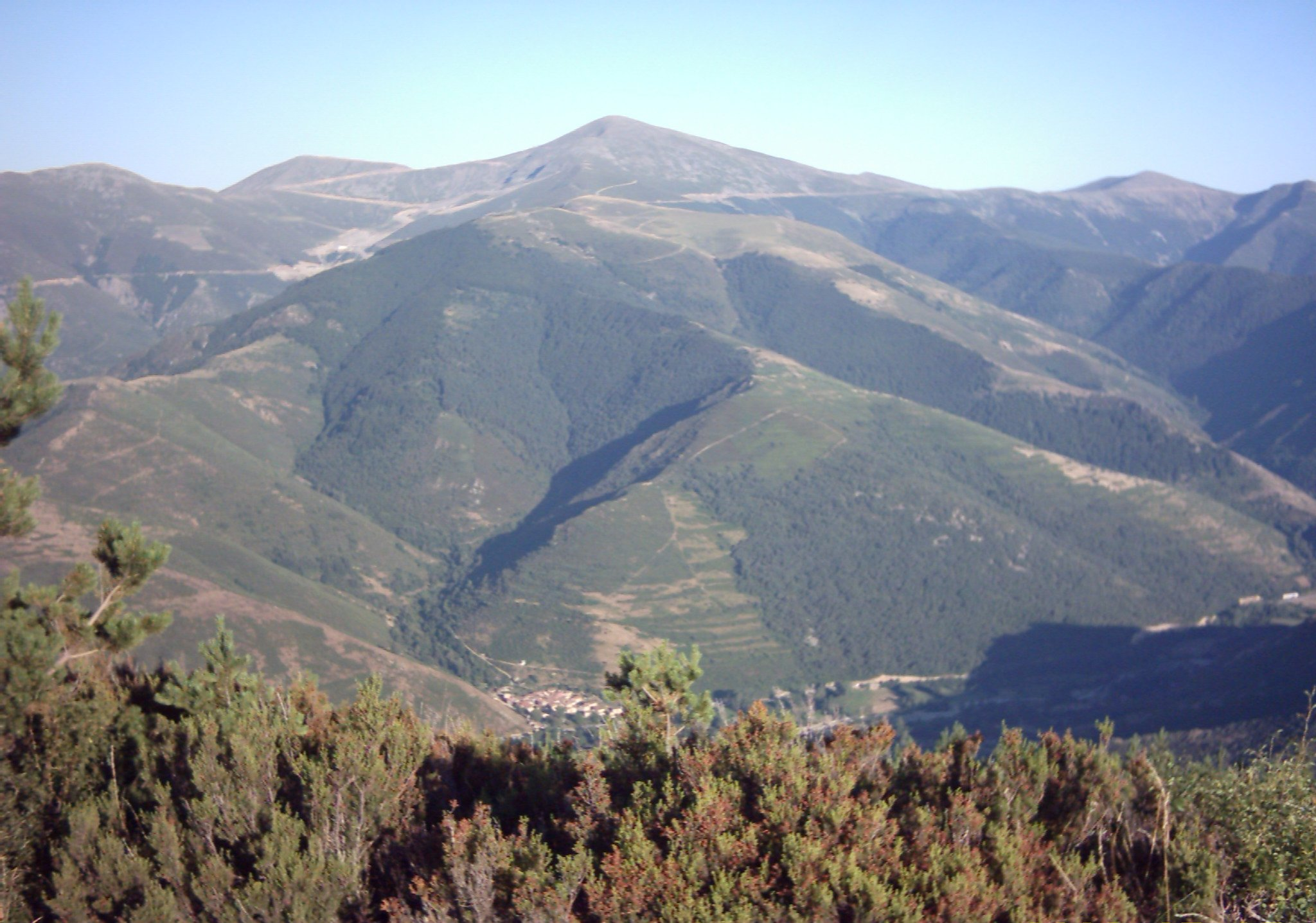

42°14′58″N 3°5′1″W / 42.24944°N 3.08361°W
德曼達山脈（西班牙語：Sierra de la Demanda），是西班牙的山脈，位於伊比利亞半島北部，處於布爾戈斯省、拉里奧哈和索里亞省的邊界，屬於伊比利亞山脈的一部分，最高點是海拔高度2,270米的聖洛倫佐山。